# Liste des députés de la IVe législature du Parlement de Catalogne
Les députés de la IVe législature du Parlement de Catalogne sont les 135 députés de la IVe législature du Parlement de Catalogne élus lors des élections au Parlement de Catalogne de 1992. Leur mandat commence le 3 avril 1992 et se termine le 26 septembre 1995.

## Liste des députés
- Haut – A
- B
- C
- D
- E
- F
- G
- H
- I
- J
- K
- L
- M
- N
- O
- P
- Q
- R
- S
- T
- U
- V
- W
- X
- Y
- Z

| Nom                                  | Liste | Liste                              | Circonscription | Notes                                                                                   |
| ------------------------------------ | ----- | ---------------------------------- | --------------- | --------------------------------------------------------------------------------------- |
| Joan M. Abelló i Alfonso             |       | Parti des socialistes de Catalogne | Tarragone       |                                                                                         |
| Josep Abelló i Padró                 |       | Parti des socialistes de Catalogne | Tarragone       |                                                                                         |
| Macià Alavedra i Moner               |       | Convergence et Union               | Barcelone       |                                                                                         |
| Jaume Aligué i Escudé                |       | Convergence et Union               | Lleida          |                                                                                         |
| Lluís Armet i Coma                   |       | Parti des socialistes de Catalogne | Barcelone       |                                                                                         |
| Joan Aymerich i Aroca                |       | Convergence et Union               | Barcelone       |                                                                                         |
| Pere Barceló i García                |       | Parti populaire de Catalogne       | Barcelone       | Jusqu'au 16 septembre 1993, remplacé le 20 septembre 1993 par Julio Ariza Irigoyen      |
| Rosa M. Barenys i Martorell          |       | Parti des socialistes de Catalogne | Barcelone       |                                                                                         |
| Josep Bargalló i Valls               |       | Esquerra Republicana de Catalunya  | Tarragone       |                                                                                         |
| Ernest Benach i Pascual              |       | Esquerra Republicana de Catalunya  | Tarragone       |                                                                                         |
| Josep Borràs i Gené                  |       | Convergence et Union               | Lleida          |                                                                                         |
| Xavier Bosch i Garcia                |       | Esquerra Republicana de Catalunya  | Barcelone       | Quatrième secrétaire                                                                    |
| Fèlix Bota i Gibert                  |       | Convergence et Union               | Gérone          |                                                                                         |
| Josep Lluís Boya i González          |       | Convergence et Union               | Lleida          |                                                                                         |
| Rosa Bruguera i Bellmunt             |       | Convergence et Union               | Barcelone       |                                                                                         |
| Magí Cadevall i Soler                |       | Parti des socialistes de Catalogne | Barcelone       |                                                                                         |
| Arcadi Calzada i Salavedra           |       | Convergence et Union               | Gérone          | Premier vice-président                                                                  |
| Ramon Camp i Batalla                 |       | Convergence et Union               | Barcelone       | Jusqu'au 8 juin 1993, remplacé le 10 juin 1993 par Araceli Vendrell i Gener             |
| Jaume Camps i Rovira                 |       | Convergence et Union               | Barcelone       |                                                                                         |
| Carles Campuzano i Canadès           |       | Convergence et Union               | Barcelone       |                                                                                         |
| Josep Capdeferro i Maureta           |       | Convergence et Union               | Gérone          |                                                                                         |
| Martí Carnicer i Vidal               |       | Parti des socialistes de Catalogne | Tarragone       |                                                                                         |
| Josep-Lluís Carod-Rovira             |       | Esquerra Republicana de Catalunya  | Barcelone       |                                                                                         |
| Joan Manuel Carrera i Pedrol         |       | Convergence et Union               | Tarragone       |                                                                                         |
| Eudald Casadesús i Barceló           |       | Convergence et Union               | Gérone          |                                                                                         |
| Enric Castellnou i Alberch           |       | Convergence et Union               | Barcelone       | Troisième secrétaire à partir du 16 juin 1993                                           |
| Antoni Castells i Oliveres           |       | Parti des socialistes de Catalogne | Barcelone       | Jusqu'au 10 février 1994, remplacé le 28 février 1994 par Joan Ignasi Elena i Garcia    |
| Josep Clofent i Rosique              |       | Parti des socialistes de Catalogne | Barcelone       |                                                                                         |
| Higini Clotas i Cierco               |       | Parti des socialistes de Catalogne | Barcelone       |                                                                                         |
| Francesc Codina i Castillo           |       | Convergence et Union               | Barcelone       |                                                                                         |
| Josep Coll i Bertrán                 |       | Convergence et Union               | Gérone          | Jusqu'au 12 janvier 1993, remplacé le 19 janvier 1993 par Josep Micaló i Aliu           |
| Àngel Colom i Colom                  |       | Esquerra Republicana de Catalunya  | Barcelone       |                                                                                         |
| Antoni Comas i Baldellou             |       | Convergence et Union               | Barcelone       |                                                                                         |
| Ramon Companys i Sanfeliu            |       | Convergence et Union               | Lleida          |                                                                                         |
| Celestino Corbacho i Chaves          |       | Parti des socialistes de Catalogne | Barcelone       |                                                                                         |
| Llibert Cuatrecasas i Membrado       |       | Convergence et Union               | Barcelone       |                                                                                         |
| Josep Curto i Casadó                 |       | Parti populaire de Catalogne       | Tarragone       |                                                                                         |
| Marià Curto i Forés                  |       | Convergence et Union               | Tarragone       |                                                                                         |
| Antoni Dalmau i Ribalta              |       | Parti des socialistes de Catalogne | Barcelone       | Deuxième vice-président                                                                 |
| Manuela de Madre i Ortega            |       | Parti des socialistes de Catalogne | Barcelone       |                                                                                         |
| Joan Descals i Esquius               |       | Convergence et Union               | Tarragone       |                                                                                         |
| Raimon Escudé i Pladellorens         |       | Convergence et Union               | Barcelone       |                                                                                         |
| Ramon Espadaler i Parcerisas         |       | Convergence et Union               | Barcelone       |                                                                                         |
| Pere Esteve i Abad                   |       | Convergence et Union               | Barcelone       |                                                                                         |
| Salvador Esteve i Figueres           |       | Convergence et Union               | Barcelone       |                                                                                         |
| Antoni Farrés i Sabater              |       | Iniciativa per Catalunya Verds     | Barcelone       |                                                                                         |
| Joaquim Ferrer i Roca                |       | Convergence et Union               | Barcelone       |                                                                                         |
| Daniel Font i Cardona                |       | Parti des socialistes de Catalogne | Barcelone       |                                                                                         |
| Roc Fuentes i Navarro                |       | Iniciativa per Catalunya Verds     | Barcelone       |                                                                                         |
| Joan M. Ganyet i Solé                |       | Parti des socialistes de Catalogne | Lleida          |                                                                                         |
| Isidre Gavín i Valls                 |       | Convergence et Union               | Lleida          |                                                                                         |
| Arseni Gibert i Bosch                |       | Parti des socialistes de Catalogne | Gérone          | Jusqu'au 1er juillet 1993, remplacé le 6 juillet 1993 par Daniel Terradellas i Redón    |
| Tomàs Gilabert i Boyer               |       | Convergence et Union               | Tarragone       |                                                                                         |
| Víctor Manuel Gimeno i Sanz          |       | Iniciativa per Catalunya Verds     | Tarragone       |                                                                                         |
| Joan Baptista Giménez i March        |       | Convergence et Union               | Tarragone       |                                                                                         |
| Ramon Grau i Gràcia                  |       | Convergence et Union               | Tarragone       |                                                                                         |
| Joan Guitart i Agell                 |       | Convergence et Union               | Barcelone       |                                                                                         |
| Xavier Guitart i Domènech            |       | Parti des socialistes de Catalogne | Barcelone       | Deuxième secrétaire                                                                     |
| Jaume Jané i Bel                     |       | Convergence et Union               | Barcelone       |                                                                                         |
| Josep Ignasi Llorens i Torres        |       | Parti populaire de Catalogne       | Lleida          | Jusqu'au 22 juin 1993, remplacé le 23 juin 1993 par Pilar Arnalot i Muntó               |
| Felip Lorda i Aláiz                  |       | Parti des socialistes de Catalogne | Barcelone       | Jusqu'au 23 août 1992, remplacé le 30 septembre 1992 par Joan Ferran i Serafini         |
| Rafael Madueño i Sedano              |       | Parti des socialistes de Catalogne | Barcelone       |                                                                                         |
| Pasqual Maragall i Mira              |       | Parti des socialistes de Catalogne | Barcelone       |                                                                                         |
| Francesc X. Marimon i Sabaté         |       | Convergence et Union               | Lleida          | Jusqu'au 2 juin 1992, remplacé le 9 juin 1992 par Joan Serra i Caball                   |
| Oriol Martorell i Codina             |       | Parti des socialistes de Catalogne | Barcelone       |                                                                                         |
| Rosa Martí i Conill                  |       | Parti des socialistes de Catalogne | Barcelone       |                                                                                         |
| Imma Mayol i Beltrán                 |       | Iniciativa per Catalunya Verds     | Barcelone       |                                                                                         |
| Ramon Mir i Ferrer                   |       | Convergence et Union               | Barcelone       |                                                                                         |
| Josep Moliner i Florensa             |       | Convergence et Union               | Gérone          |                                                                                         |
| Joaquim Molins i Amat                |       | Convergence et Union               | Barcelone       | Jusqu'au 8 juin 1993, remplacé le 10 juin 1993 par Francesc Iglesias i Sala             |
| Salvador Morera i Tanyà              |       | Esquerra Republicana de Catalunya  | Barcelone       |                                                                                         |
| Joaquim Nadal i Farreras             |       | Parti des socialistes de Catalogne | Gérone          |                                                                                         |
| Manel Nadal i Farreras               |       | Parti des socialistes de Catalogne | Gérone          |                                                                                         |
| Trinitat Neras i Plaja               |       | Convergence et Union               | Gérone          |                                                                                         |
| Josep María Obiols i Germà           |       | Parti des socialistes de Catalogne | Barcelone       |                                                                                         |
| Joan Oliart i Pons                   |       | Parti des socialistes de Catalogne | Barcelone       |                                                                                         |
| Roser Oller i Montià                 |       | Convergence et Union               | Barcelone       |                                                                                         |
| Magda Oranich i Solagran             |       | Iniciativa per Catalunya Verds     | Barcelone       |                                                                                         |
| Esteve Orriols i Sendra              |       | Convergence et Union               | Barcelone       |                                                                                         |
| Jaume Padros i Selma                 |       | Convergence et Union               | Barcelone       |                                                                                         |
| Glòria Pallé i Torres                |       | Convergence et Union               | Lleida          |                                                                                         |
| Pere Parera i Cartró                 |       | Convergence et Union               | Barcelone       |                                                                                         |
| Pere Jordi Piella i Vilaregut        |       | Parti des socialistes de Catalogne | Gérone          |                                                                                         |
| Ferran Pont i Puntigam               |       | Convergence et Union               | Barcelone       |                                                                                         |
| Jordi Portabella i Calvete           |       | Esquerra Republicana de Catalunya  | Barcelone       |                                                                                         |
| Miquel Pueyo i París                 |       | Esquerra Republicana de Catalunya  | Lleida          |                                                                                         |
| Joan Puigcercós i Boixassa           |       | Esquerra Republicana de Catalunya  | Gérone          |                                                                                         |
| Joan M. Pujals i Vallvé              |       | Convergence et Union               | Tarragone       |                                                                                         |
| Jordi Pujol i Soley                  |       | Convergence et Union               | Barcelone       |                                                                                         |
| Alfred Pérez de Tudela i Molina      |       | Parti des socialistes de Catalogne | Tarragone       |                                                                                         |
| Eugeni-Jesús Pérez-Moreno i Pallarés |       | Convergence et Union               | Barcelone       |                                                                                         |
| Josep M. Rañé i Blasco               |       | Parti des socialistes de Catalogne | Barcelone       |                                                                                         |
| Josep M. Reguant i Gili              |       | Esquerra Republicana de Catalunya  | Gérone          |                                                                                         |
| Enric Renau i Folch                  |       | Convergence et Union               | Barcelone       |                                                                                         |
| Joan Reventós i Carner               |       | Parti des socialistes de Catalogne | Barcelone       |                                                                                         |
| Rafael Ribó i Massó                  |       | Iniciativa per Catalunya Verds     | Barcelone       | Jusqu'au 22 juin 1993, remplacé le 23 juin 1993 par Ignasi Riera i Gassiot              |
| Santiago Riera i Olivé               |       | Parti des socialistes de Catalogne | Barcelone       |                                                                                         |
| Joan Rigol i Roig                    |       | Convergence et Union               | Barcelone       |                                                                                         |
| Jaume Rodri i Febrer                 |       | Esquerra Republicana de Catalunya  | Barcelone       |                                                                                         |
| Joan M. Roig i Grau                  |       | Convergence et Union               | Tarragone       |                                                                                         |
| Joan Roma i Cunill                   |       | Parti des socialistes de Catalogne | Barcelone       |                                                                                         |
| Isabel Ruiz i Margalef               |       | Convergence et Union               | Gérone          |                                                                                         |
| Joan Manel Sabanza i March           |       | Convergence et Union               | Tarragone       |                                                                                         |
| Josep M. Sala i Griso                |       | Parti des socialistes de Catalogne | Barcelone       |                                                                                         |
| Josep M. Salvatella i Suñer          |       | Convergence et Union               | Gérone          |                                                                                         |
| Flora Sanabra i Villarroya           |       | Convergence et Union               | Barcelone       | Troisième secrétaire jusqu'au 16 juin 1993 Première secrétaire à partir du 16 juin 1993 |
| Juli Sanclimens i Genescà            |       | Convergence et Union               | Barcelone       |                                                                                         |
| Joan Saura i Laporta                 |       | Iniciativa per Catalunya Verds     | Barcelone       |                                                                                         |
| Josep Serratusell i Sitjes           |       | Convergence et Union               | Barcelone       |                                                                                         |
| Domènec Sesmilo i Rius               |       | Convergence et Union               | Barcelone       |                                                                                         |
| Antoni Siurana i Zaragoza            |       | Parti des socialistes de Catalogne | Lleida          |                                                                                         |
| Jaume Sobrequés i Callicó            |       | Parti des socialistes de Catalogne | Barcelone       |                                                                                         |
| Xavier Soto i Cortés                 |       | Parti des socialistes de Catalogne | Barcelone       | Jusqu'au 3 avril 1992, remplacé le 30 janvier 1995 par Maria Assumpta Baig i Torras     |
| Antoni Subirà i Claus                |       | Convergence et Union               | Barcelone       | Jusqu'au 17 septembre 1993, remplacé le 21 septembre 1993 par Monserrat Raurell i Jané  |
| José Oriol Suñer i Carbó             |       | Convergence et Union               | Gérone          |                                                                                         |
| Josep Sánchez i Llibre               |       | Convergence et Union               | Barcelone       | Jusqu'au 8 juin 1993, remplacé le 11 juin 1993 par Antoni Jordà i Novas                 |
| M. Concepció Tarruella i Tomás       |       | Convergence et Union               | Lleida          | Jusqu'au 16 juin 1994, remplacée le 21 juin 1994 par Joan Busquests i Grau              |
| Ramon Tomàs i Riba                   |       | Convergence et Union               | Barcelone       |                                                                                         |
| Esteve Tomàs i Torrens               |       | Parti des socialistes de Catalogne | Barcelone       | Jusqu'au 5 octobre 1993, remplacé le 7 octobre 1993 par Antoni Noguer i Carvellada      |
| Dolors Torrent i Rius                |       | Parti des socialistes de Catalogne | Barcelone       |                                                                                         |
| Xavier Trías i Vidal de Llobatera    |       | Convergence et Union               | Barcelone       |                                                                                         |
| M. Teresa Utgés i Nogués             |       | Parti des socialistes de Catalogne | Lleida          |                                                                                         |
| Joan M. Vallvé i Ribera              |       | Convergence et Union               | Barcelone       | Jusqu'au 23 septembre 1992, remplacé le 25 septembre 1992 par Lluís Bertran i Bertran   |
| Rosa M. Vandellòs i Lleixà           |       | Parti des socialistes de Catalogne | Tarragone       |                                                                                         |
| Josep Varela i Serra                 |       | Convergence et Union               | Lleida          |                                                                                         |
| M. Carme Vidal i Xifré               |       | Convergence et Union               | Gérone          |                                                                                         |
| Aleix Vidal-Quadras i Roca           |       | Parti populaire de Catalogne       | Barcelone       |                                                                                         |
| Jordi Vila i Foruny                  |       | Convergence et Union               | Barcelone       |                                                                                         |
| Víctor Vila i Giró                   |       | Convergence et Union               | Barcelone       |                                                                                         |
| Ramon Vilalta i Oliva                |       | Parti des socialistes de Catalogne | Lleida          |                                                                                         |
| Carles Viñas i Serra                 |       | Convergence et Union               | Barcelone       |                                                                                         |
| Joaquim Xicoy i Bassegoda            |       | Convergence et Union               | Barcelone       | Président du Parlement                                                                  |